# Вчене звання
Вчене звання — офіційний титул, який присвоюється викладачам і науковцям за їхні досягнення у викладацькій та науковій діяльності. Система присвоєння вчених звань склалась у державах, що утворились після розпаду Радянського Союзу.
У радянський період присвоєння вченого звання надавало додаткову оплату викладачу або науковцю.

## Вчені звання в Україні
В Україні законодавчо встановлені такі вчені звання[джерело не вказане 160 днів]:
- старший дослідник (до 2016 року — старший науковий співробітник);
- доцент;
- професор.

Звання доцента і старшого дослідника рівнозначні і залежать від сфери діяльності.
На відміну від посад з такими назвами, вчене звання передбачає від викладача або науковця додаткові вимоги.
Так для посади доцента потрібно мати (але не обов'язково) вчений ступінь кандидата наук (доктора філософії), стаж викладацької роботи, публікації. Для отримання звання доцента обов'язковою вимогою є перебування на посаді доцента. Більше вимог є до звання професора. Якщо для зайняття посади професора науковий ступінь доктора наук не завжди є необхідним, то для звання професора він є обов'язковим. Крім того необхідна наявність аспірантів. Вчене звання професора можна отримати тільки при наявності звання доцента або старшого дослідника.
Вчені звання присвоює вчена рада навчального закладу або наукової установи і затверджується атестаційною колегією Міністерства освіти і науки.

## Порівняння з іншими країнами
В інших країнах практично не дворівнева система вчених ступенів (кандидат наук і доктор), є тільки доктор філософії, тому в них відсутні вчені звання. На кожну посаду є свої вимоги щодо досвіду викладання, наукових досягнень та іншого.